# 시데레우스
뮤지컬 《시데레우스》 2019년 공개되니 창작뮤지컬이다. 제목 '시데레우스'는 갈릴레오가 저술한 <시데레우스 눈치우스>라는 책의 제목에서 따온 것이다. 고영빈, 정민, 박민성이 갈릴레오를, 신성민, 정욱진, 신주협이 케플러를 맡고, 김보정, 나하나가 마리아로 캐스팅되어 2019년 4월 17일 개막될 예정이다.

## 등장인물
- 갈릴레오: 고영빈, 정민, 박민성 (천문학자)
- 케플러: 신성민, 정욱진, 신주협 (수학자)
- 마리아:김보정, 나하나 (갈릴레오의 딸, 수녀)

## 창작진
- 작/작사: 백승우
- 작곡/작사: 이유정
- 연출: 김동연
- 주최/제작: 충무아트센터, (주)랑

## 작품정보
- 2017년 6월 아르코-한예종 뮤지컬 창작 아카데미 독회에서 처음 선보인 이후, 2017 충무아트센터의 스토리작가 데뷔 프로그램인 ‘블랙앤블루’ 시즌4에서 리딩공연을 올린 창작뮤지컬로 약 2년여간의 개발 과정을 거쳐 2019년 4월 초연 공연을 선보인다.

## 공연 정보
- 2019년 4월 17일부터  2019년 6월 30일일까지 충무아트센터 중극장 블랙에서 공연된다